# Seyches

Seyches este o comună în departamentul Lot-et-Garonne din sud-vestul Franței. În 2009 avea o populație de 1.011 de locuitori.

## Evoluția populației
| An        | 1975 | 1982 | 1990  | 1999 | 2006 | 2009  |
| --------- | ---- | ---- | ----- | ---- | ---- | ----- |
| Populație | 953  | 990  | 1.021 | 869  | 965  | 1.011 |